# Putri Betung (plaats)
Putri Betung is een bestuurslaag in het regentschap Gayo Lues van de provincie Atjeh, Indonesië. Putri Betung telt 544 inwoners (volkstelling 2010).